# 喵咪喵咪喵
《喵咪喵咪喵》是SkyFish poco在2018年4月27日發售的戀愛冒險類型日本成人遊戲。
《喵咪喵咪喵》擁有多條劇情分支路線，每條路線皆有一系列預先設定的場景和人物互動。其主要聚焦於三名女主角跟玩家角色的互動，並刻畫了角色之間的性行為。整個故事以主角日向春太的視角作切入點。他在經過多次輪迴轉生後，與三名在前世某段日子跟自己有緣的貓娘同居。
《喵咪喵咪喵》在開售後隨即登上日本美少女遊戲暨動漫相關商品銷售網站Getchu屋的最暢銷遊戲排行榜第12位；《BugBug》雜誌的4月中至5月中美少女遊戲銷量排行榜第12位。

## 遊戲系統
《喵咪喵咪喵》採取戀愛冒險的遊玩方式，玩家所扮演的是本作的男主角日向春太。基本上玩家在遊玩的時候都需閱覽屏幕上所顯示的文本和聆聽遊戲發出的聲音，用以了解故事情節和人物之間的對話。它們會與人物拼合圖和背景一同出现，用以表示春太跟誰對話。玩家會在故事中遇見代替背景和人物拼合圖的计算机图形。《喵咪喵咪喵》擁有多條劇情分支路線，每條路線的结局皆有所不同。玩家的選擇會影響之後的劇情路線，從而影響結局。
本作角色之間的關係亦帶有一定性意味。有關場景包括口交、足交、性交。玩家在某些預設的段落中須選擇行為選項。對話框的下一段文本在做出選擇前並不能夠顯示。玩家必須反覆載入選項頁面並選擇不同的選項，才能夠觀覽存於不同路線的劇情。《喵咪喵咪喵》擁有多個結局，其中更包括後宮結局。

## 情節

### 設定
《喵咪喵咪喵》把貓設定為能夠使用魔法力量，且能聽懂人話的生物。故事中的貓能夠在經過修行或捨掉性命後，以魔法化身成人類的樣子。牠們亦能夠籍着犠牲自己部分性命（總計九條命），來換取能夠與喜歡的人待在一起。作中亦把輪迴轉生設定為所有生物都會遇上的事。故事的主角日向春太在本篇劇情開始的1000年前以黑貓的樣子遊歷四周，並曾被人當作貓神。他之後不斷轉生，以不同的樣子跟三名女主角貓川白音、貓屋虎雛、貓畑美也日結下緣分——白音是他前世的妹妹；虎雛為他在前世轉生成貓時所保護的對象；美也日則是他前世的婆婆所養的貓。她們在後來都轉生成沒人照顧的貓，並打算跟春太接觸。不過春太在接近她們時意外被車撞到，致使她們決定讓自己成为貓娘，並讓自己能以貓娘的姿態跟春太待在一起。

### 故事概要
在故事開始之前，主角春太來到一個小鎮，並入住一家以「房租免費，但需幫忙照顧貓」為條件租借的房子貓花館。他在屋內遇見三名年幼貓娘白音、虎雛、美也日，以及會說人話的巨貓貓師父。他們在度過日常生活的同時，三名年幼貓娘亦漸漸長大。不過春太卻在過程中因事而死，致使貓娘們決定讓之復活。他在復活後對於之前所發生的事並沒有任何記憶，不過還是繼續入住貓花館。他在房子裏遇見白音，並很快就與之成了戀人關係。不過過了幾天，虎雛和美也日亦因為完成了轉生，而重返貓花館，她們兩人繼表達自己對春太的好感。春太很快就跟她們發展出了性關係。

## 角色
貓川白音（聲優：風花ましろ）
性格傲嬌的貓娘，不過在春太面前傲不起來。有著異色曈和雙尾。前世曾成為春太的妹妹。
貓屋虎雛（聲優：綾音まこ）
性格奔放的貓娘，外表較白音成熟。對於春太開後宮持開放態度。前世是同為貓的春太所保護的對象。
貓畑美也日（聲優：雪村とあ）
性格穩重的貓娘，善於做家務料理，不過她很容易在做料理時不小心偷吃。前世是春太的婆婆所養的貓。

## 開發
《喵咪喵咪喵》由SkyFish poco負責開發。它的劇本由弘森魚撰寫，ヲリ、なえなえ、野田しゅは、住咲ゆづな共同負責描繪原畫。片頭曲《こねこねこねこ》和片尾曲《Everyday Everything》分別由小春めう和Rin獻唱。

## 宣傳發行
SkyFish poco在2017年10月13日開設了《喵咪喵咪喵》的官方網站。本作原定在12月22日開售，但後來SkyFish poco因為希望作品能帶給玩家更好體驗的關係，而延期至次年3月23日。之後又因為製作進度問題而延期到4月27日。它在宣佈第二次延期後過了兩天（3月9日），發佈了本作的免費試玩版，予供公眾下載試玩。PC包裝版和完整下載版在4月27日發售，同時兼容Windows 7/8/10。部分商店會為購入者贈送像廣播劇CD、掛毯、電話卡般的贈品，其中Getchu屋會為購入者贈送由風花ましろ配音的廣播劇CD。部分位於秋葉原的商店在正式發售的該天舉辦了抽獎活動，抽中者可獲贈徽章和色紙。

## 評價
《喵咪喵咪喵》在開售後隨即登上日本美少女遊戲暨動漫相關商品銷售網站Getchu屋的最暢銷遊戲排行榜第12位；《BugBug》雜誌的4月中至5月中美少女遊戲銷量排行榜第12位。
《BugBug》的Araguma（あらぐま）在玩過本作後，認為本作的劇情除了有著萌要素之外，亦有不少令人感動的地方。

## 外部連結
- 官方網站 （页面存档备份，存于）（日語）